# Serie A 1973/1974
Serie A i fotboll 1973/1974 vanns av SS Lazio. 
| Vinnare av Serie A 1973/1974 |
| ---------------------------- |
| SS Lazio Första titeln       |
|                              |

## Slutställning
| P   | Lag                      | Spelade | Vinst | Oavgjort | Förlust | Gjorda mål | Insläppta mål | Målskillnad | Poäng | Notering                                         |
| --- | ------------------------ | ------- | ----- | -------- | ------- | ---------- | ------------- | ----------- | ----- | ------------------------------------------------ |
| 1.  | SS Lazio (C)             | 30      | 18    | 7        | 5       | 45         | 23            | +22         | 43    | Not admitted to Europacupen i fotboll 1974/1975. |
| 2.  | Juventus FC              | 30      | 16    | 9        | 5       | 50         | 26            | +24         | 41    | Till UEFA-cupen                                  |
| 3.  | SSC Napoli               | 30      | 12    | 12       | 6       | 35         | 28            | +7          | 36    | Till UEFA-cupen                                  |
| 4.  | FC Internazionale Milano | 30      | 12    | 11       | 7       | 47         | 33            | +14         | 35    | Till UEFA-cupen                                  |
| 5.  | Torino FC                | 30      | 10    | 14       | 6       | 27         | 24            | +3          | 34    | Till UEFA-cupen                                  |
| 6.  | ACF Fiorentina           | 30      | 10    | 13       | 7       | 32         | 26            | +6          | 33    |                                                  |
| 7.  | AC Milan                 | 30      | 11    | 8        | 11      | 34         | 36            | -2          | 30    |                                                  |
| 8.  | AS Roma                  | 30      | 10    | 9        | 11      | 29         | 28            | +1          | 29    |                                                  |
| 8.  | Bologna FC 1909          | 30      | 6     | 17       | 7       | 35         | 36            | -1          | 29    | Till Cupvinnarcupen                              |
| 10. | Cagliari Calcio          | 30      | 7     | 14       | 9       | 25         | 32            | -7          | 28    |                                                  |
| 11. | Cesena                   | 30      | 6     | 15       | 9       | 25         | 28            | -3          | 27    |                                                  |
| 12. | Lanerossi Vicenza        | 30      | 7     | 12       | 11      | 22         | 37            | -15         | 26    |                                                  |
| 13. | UC Sampdoria             | 30      | 5     | 13       | 12      | 27         | 34            | -7          | 20    |                                                  |
| 14. | Calcio Foggia 1920 SSD   | 30      | 6     | 12       | 12      | 20         | 34            | -14         | 18    | Till Serie B                                     |
| 15. | Genoa CFC                | 30      | 4     | 9        | 17      | 16         | 37            | -21         | 17    | Till Serie B                                     |
| 16. | Hellas Verona FC         | 30      | 8     | 9        | 13      | 28         | 35            | -7          | 25    | Till Serie B                                     |